# Yves Devraine
Yves Devraine (né le 6 août 1939 à Bully-les-Mines dans le Pas-de-Calais et mort le 18 mars 2008 à Bretteville-sur-Laize), est un scénographe et muséographe français. Artiste de formation, designer, il a surtout travaillé comme consultant attaché à mettre « en lumière » des expositions et des évènements prestigieux.
Il est surtout connu pour être le principal maître d'œuvre du Centre de la mémoire d'Oradour-sur-Glane et du Mémorial de Caen, dont il fut responsable de toute la scénographie. Mais il a contribué à de nombreux projets de premier plan dans le monde. Il est le créateur du logo d'Air France et l'inventeur du concept des Archéoscopes qui sont des centres d'interprétation de sites historiques tels que le Mont-Saint-Michel ou Carnac.

## Biographie
Yves Devraine est né dans le Nord de la France trois semaines avant le début de la Seconde Guerre mondiale, il voit son père revenir 3 ans plus tard. Après son baccalauréat, il intègre les Beaux-arts de Lille à l'âge de 19 ans et fréquente les milieux parisiens. Il fait son service militaire en 1961 dans l'armée de l'air sur une base en Tunisie avant de commencer sa carrière professionnelle en 1963 chez Philips à Paris, un bureau de design, une approche très nouvelle pour l'époque. Il réalise des prototypes mais les réalisations sont encore rares. C'est de cette période que date son intérêt pour la lumière.
En 1967, il fonde la société ECA dont l'objet est la réalisation de spectacles « son et lumière » internationaux. Il réalise une vingtaine d'études et contribue à diverses réalisations entre 1967 et 1973. En 1974, il crée ECA2 dont il dirige la création et les réalisations jusqu'en 1978.
Avec son équipe il a réalisé les pavillons de la France aux Expositions universelles de 1982 à Knoxville, puis de Vancouver en 1986.
Sa fille, Vanessa Devraine, est comédienne et réalisatrice de films documentaires.

## Projets réalisés ou coréalisés
- Mémorial de Caen
- Centre de la mémoire d'Oradour-sur-Glane
- Les Archéoscopes
- Pavillon de la France à l'Exposition universelle de Knoxville en 1982
- Pavillon de la France à l'Exposition universelle de Vancouver en 1986
- Galerie des Prix Nobel de la Paix
- Château de Bauge
- Boston Harbor scope - Terrapolis
- Nile Concept - Sharm El Sheikh - Égypte
- Emirascope - EAU
- Freedom Tour - États-Unis
- Hôpital St Jean - Burges - Belgique
- Musée des AET - Autun
- German Hospital - Jersey
- 60e anniversaire du « D Day »
- Commémorer la Révolution - Lyon
- Design en temps de guerre - Beaubourg
- Le Canada au secours de l'Europe
- Libertés en exil - HCR